# Municipio Autana
El Municipio Autónomo Autana es uno de los siete municipios en los que se divide administrativamente el estado de Amazonas en Venezuela, cuya capital es  la localidad de Isla Ratón. Tiene un área de 15 750 km²(por lo que es más grande que países como Bahamas o Jamaica) y una población de 9612 habitantes según el INE censo de 2011, lo que representa el 5,7 % de la población total del estado.

## Historia
El Municipio Autana se origina en el año 1992, cuando por Decreto se eleva a la categoría de Estado al Territorio Federal Amazonas, estableciéndose para este como Capital a la ciudad de Puerto Ayacucho, proceso dentro del cual se genera la división Político Territorial que da lugar a la conformación de siete (7) Municipios donde se incluye finalmente al Municipio Autónomo Autana, cuyo nombre se deriva del privilegio de haber, dentro de dicha extensión geográfica una de las maravillas naturales con majestuosa e imponente belleza, como lo es el Cerro Autana, ubicado al extremo norte del Municipio y al oeste del río Orinoco, entre los ríos Cuao y Autana, con 30 ha y una altitud de 1300 m s. n. m.
El Cerro Autana, conocido por generaciones autóctonas como el Tepuy Maravilloso (Wahari Kuawai – El Árbol de la Vida), recibe su nombre de la etnia Piaroa (Wötjujä), predominante en la región. Este imponente hito natural es el origen de la mitología que define la idiosincrasia y cultura de quienes han sido observadores privilegiados de su majestuosidad a lo largo del tiempo.
La mitología del Cerro Autana se fundamenta en la creencia de que el tepuy representa el tronco de un árbol sagrado, del cual, al ser derribado, sus frutos se dispersaron en todas las direcciones, permitiendo que las tierras circundantes, al recibir las primeras semillas, se transformaran en las más fértiles de la región. Esta concepción cosmogónica es un elemento esencial dentro de la visión cultural y genealógica de la etnia Piaroa.
Además, en el proceso de estructuración organizacional de los municipios, impulsado por la Ley Orgánica de Régimen Municipal, se determinó la designación de capitales. En este contexto, dentro del municipio en cuestión, se seleccionó un sitio con gran potencial y óptima ubicación estratégica, contribuyendo a la consolidación territorial de la región.
El 22 de septiembre de 2015 el presidente venezolano, Nicolás Maduro declara parcialmente un Estado de excepción en el estado fronterizo de Amazonas, por la crisis diplomática con Colombia originado por los acontecimientos ocurridos en el Estado Táchira el 21 de agosto del mismo año, siendo esta entidad municipal uno de los cinco municipios afectados por la medida presidencial.

### Toponimia
El nombre de Autana recoge la denominación de un cerro tabular elevado y un río cercano al mismo que constituye un afluente del Orinoco.

## Geografía

### Límites
- Al norte: limita con el Municipio Atures, desde el Río Orinoco en un punto de coordenadas aproximadas: 05° 13¨Lat N; 67° 55¨Long O; ubicado en el extremo norte de la Isla de Ratón; siguiendo con rumbo Sureste por el cauce del Río Orinoco hasta la desembocadura del Río Sipapo y luego por el cauce del Río Cuao hasta llegar a sus nacientes en la Serranía del Santo (Coordenadas aproximadas: 05° 47¨ Lat N; 66° 28¨Long O).

- Al sur: limita con el Municipio Atabapo, desde el nacimiento del Río Sipapo (coordenadas aproximadas: 04°46 ¨Lat N; 66° 41¨Long O); para continuar con rumbo variable al sudoeste por la divisoria de aguas de los Ríos Guayabo y Guapuchí, prosigue el lindero con rumbo variable al noreste por el divorcio de aguas de los Ríos Guayabo y Ventuari, hasta llegar al Río Orinoco aproximadamente a 3 km al sudoeste de la localidad de San Pedro del Orinoco: (coordenadas aproximadas: 04° 31¨lat N; 67° 49¨Long O).

- Al este: limita con el Municipio Manapiare, desde la Serranía del Santo, donde tienen sus nacientes los Ríos Parhuaza, Cuao y Caño Santo (coordenadas aproximadas: 05° 47¨Lat. N; 66° 28¨Long O); se sigue con rumbo sudoeste variable por la divisoria de aguas de los Ríos Guaviriato y Cuao hasta el Cerro Padare; para continuar con rumbo variable al sur por el Cerro Caño Santo y Cerro Maraco, hasta llegar al nacimiento del Río Sipapo (coordenadas aproximadas: 04° 46¨Lat N; 66° 41 Long O).

- Al oeste: limita con la República de Colombia por el Río Orinoco, bordeando la Isla de Ratón por su lado oeste, hasta su extremo Norte (coordenadas aproximadas: 05° 13¨Lat. N; 67° 55¨Long O); punto de partida de los linderos señalados.

### Organización parroquial
| Parroquia        | Superficie | Población | Densidad |
| ---------------- | ---------- | --------- | -------- |
| Guayapo          | km²        | hab.      | hab./km² |
| Isla Ratón       | km²        | hab.      | hab./km² |
| Munduapo         | km²        | hab.      | hab./km² |
| Samariapo        | km²        | hab.      | hab./km² |
| Sipapo           | km²        | hab.      | hab./km² |
| Municipio Autana | km²        | hab.      | hab./km² |

### Monumentos naturales

#### Cerro Autana
El cerro Autana, (euwabey o árbol de la vida en dialecto piaroa) es un tepuy que se encuentra situado en el estado venezolano de Amazonas, cerca de la frontera con Colombia. El cerro es una formación geológica ubicada en la parte occidental del escudo de Guayana, al norte de Suramérica. Constituye para los indígenas piaroas una montaña sagrada (conocida como el Árbol de la Vida).

### Capital
La capital del municipio es Isla de Ratón y está ubicada en el río Orinoco. La isla divide al río Orinoco en 2, en donde a su izquierda tiene frontera con Colombia. Allí se concentra la mayor parte de la población del municipio, 
La población del municipio Autana ha venido disminuyendo en los últimos años, desde los 2487 habitantes en 1990 hasta los 768 en el 2001. Sin embargo, parece ser que se recuperó en años recientes, hasta alcanzar una cifra cercana a los 3000 habitantes en el año 2005, según consta en el artículo sobre la Isla Ratón. Es probable que esta información recoja el censo de población indígena realizado en dicho año.

## Turismo
Durante la época de verano, los visitantes pueden disfrutar de una mayor cantidad de playas tanto en el río Orinoco como en el río Sipapo. Entre las más destacadas se encuentran las playas de Carmen de Ratón, ubicadas en la capital del Municipio Autónomo Autana, y las playas de Caldero, a orillas del río Sipapo.
Además, la región cuenta con varios raudales de interés turístico y cultural, como los Raudales de Caldero en el río Sipapo, el Raudal Danto en el río Cuao, donde pueden observarse hierofanías ancestrales sagradas para la etnia Piaroa (Wötjujä), el Raudal Murciélago en el río Cuao, el Raudal Ceguera y Pereza en el río Autana, y el Caño Pasa, ubicado en la desembocadura del río Sipapo.
Uno de los atractivos naturales más emblemáticos de la región es el Cerro Autana, un tepuy maravilloso cuya procedencia mitológica se origina en la cultura Piaroa. Su imponente figura tiene forma de tronco, y en su cima pueden apreciarse flores silvestres, plantas carnívoras, y, en su base, una laguna de aguas oscuras. Además, existe una cueva próxima a la cumbre que atraviesa el tepuy de un lado a otro. Este monumento natural puede ser visitado tanto por vía fluvial como por vía aérea.

## Política y gobierno

### Alcaldes
| Período     | Alcalde         | Partido político / Alianza | % de votos | Notas |
| ----------- | --------------- | -------------------------- | ---------- | --- |
| 1995 - 2000 | Bernabe Arana   | COPEI                      | -          | Primer alcalde bajo elecciones directas (se realizaron elecciones generales adelantadas en el 2000 debido a la aprobación de la Constitución de 1999) |
| 2000 - 2004 | Bernabe Arana   | PUAMA                      | 44,06      | Reelecto |
| 2004 - 2008 | Bernabe Arana   | PUAMA                      | 45,42      | Reelecto |
| 2008 - 2013 | José T. Correa  | PPT                        | 48,44      | Segundo alcalde bajo elecciones directas (se postergan 1 año las elecciones municipales pautadas para finales del 2012)                               |
| 2013 - 2017 | José T. Correa  | MPV MUD                    | 52,91      | Reelecto |
| 2017 - 2021 | Jhonny Cayupare | PSUV                       | 65,58      | Tercer alcalde Bajó elecciones directas |
| 2021 - 2025 | Jhonny Cayupare | PSUV                       | 29,63      | Reelecto |

### Concejo municipal
Periodo 2021 - 2025
| Concejales:      | Partido político / Alianza |
| ---------------- | -------------------------- |
| Ponpello Monagas | PSUV                       |
| Marleny Blanco   | PSUV                       |
| Pedro Luna       | PUAMA                      |
| Jimmy Correa     | MUD                        |
| Alirio Bolívar   | (Representación indígena)  |